# Drumul european E314
Drumul european 314 este o autostradă care leagă Leuven de Aachen. O parte din traseul său se suprapune cu autostrada belgiană A2. Este cunoscut și sub denumirea de „autostrada Limburgului”, deoarece, din perspectiva Bruxelles, face legătura atât cu provincia belgiană Limburg, cât și cu provincia olandeză Limburg.

## Traseu
| Belgia        |                                    |            |                              |
|               | Traseu                             |            | Intersecții Drumuri Europene |
| A2            | Leuven - Maasmechelen              | Leuven     | E40                          |
| A2            | Leuven - Maasmechelen              | Lummen     | E313                         |
| Țările de Jos |                                    |            |                              |
| A76           | Maasmechelen - Simpelveld-Bocholtz | Maastricht | E25                          |
| Germania      |                                    |            |                              |
| BAB 4         | Simpelveld-Bocholtz - Aachen       | Aachen     | E40                          |